# Anna Sivkova
Anna Vital'evna Sivkova (in russo Анна Витальевна Сивкова?; Mosca, 12 aprile 1982) è una schermitrice russa, vincitrice di una medaglia d'oro nella scherma ai Giochi olimpici.

## Palmarès
In carriera ha conseguito i seguenti risultati:
- Giochi olimpici:

Atene 2004: oro nella spada a squadre.
- Mondiali di scherma

Nîmes 2001: oro nella spada a squadre.
L'Avana 2003: oro nella spada a squadre.
San Pietroburgo 2007: argento nella spada a squadre.
Budapest 2013: oro nella spada a squadre e argento individuale.
- Europei di scherma

Coblenza 2001: argento nella spada a squadre.
Mosca 2002: argento nella spada a squadre.
Bourges 2003: oro nella spada a squadre.
Copenaghen 2004: oro nella spada a squadre ed argento nella spada individuale.
Zalaegerszeg 2005: oro nella spada a squadre.
Kiev 2008: bronzo nella spada individuale.
Plovdiv 2009: argento nella spada individuale.
Sheffield 2011: argento nella spada a squadre.
Legnano 2012: oro nella spada a squadre.